# Адзио
А̀лзио (на италиански: Azzio; на ломбардски: Asc, Аш) е село и община в Северна Италия, провинция Варезе, регион Ломбардия. Разположено е на 399 m надморска височина. Населението на общината е 771 души (към 2017 г.).